# Classe Robert H. Smith
Robert H. Smith foi uma classe de navios de guerra do tipo contratorpedeiro construídos para a Marinha dos Estados Unidos durante a Segunda Guerra Mundial.

## História
Os navios desta classe foram originalmente previsto como contratorpedeiros da Classe Allen M. Summer e foram convertido durante a sua construção ao longo de 1944. Foram produzidos 12 contratorpedeiros lança-minas, entretanto nenhum navio da classe Robert H. Smith lançou minas durante a Segunda Guerra, apesar de serem frequentemente empregados em varredura de minas. Estes barcos não eram equipados com tubos lançadores de torpedos.
A recomendação da mudança no tipo do navio para lança-minas partiu do Almirante Chester Nimitz (1885-1966), pois este tipo de barco tinha sido utilizado com sucesso na Campanha nas Ilhas Salomão e Batalha de Guadalcanal.
Nenhum dos foram perdidos na Guerra do Pacífico, apesar de alguns deles terem sido severamente danificados.
Robert Holmes Smith (1898-1943) que dá o seu nome a classe e ao navio líder da classe, foi um oficial da Marinha dos Estados Unidos que prestou serviços durante a Segunda Guerra Mundial.

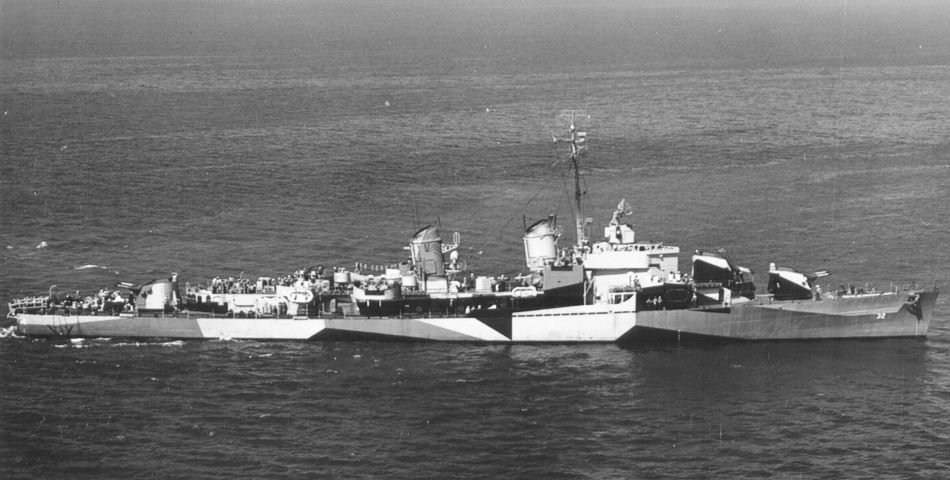
USS Lindsey (DM-32), logo após o seu comissionamento (1944).

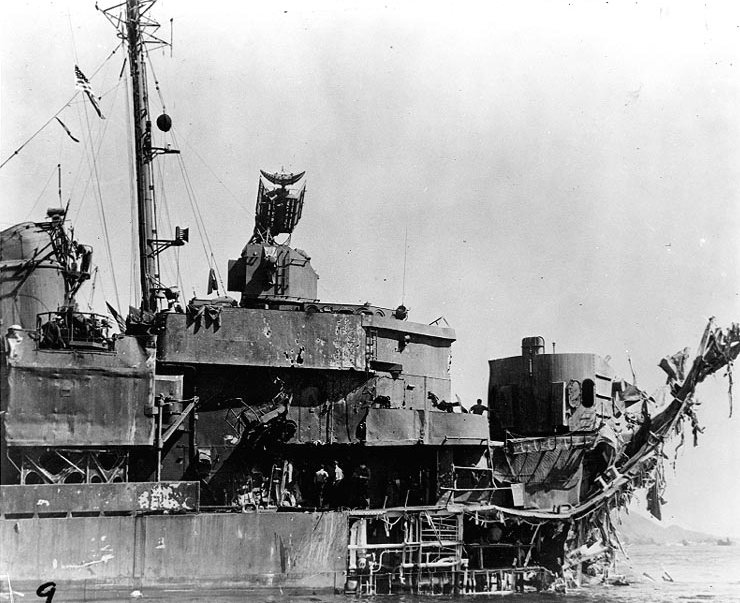
USS Lindsey (DM-32), seriamente danificado em Okinawa, após ataque de aviões kamikaze (12 de abril de 1945).

## Navios na classe
Fonte: destroyerhistory.org
| Nº de amurada | Nome              | Estaleiro                   | Batimento de quilha     | Destino                                            |
| ------------- | ----------------- | --------------------------- | ----------------------- | -------------------------------------------------- |
| DM-23         | Robert H. Smith   | Bath Iron Works             | 10 de janeiro de 1944   | Afundado em 26 de fevereiro de 1971                |
| DM-24         | Thomas E. Fraser  | Bath Iron Works             | 31 de janeiro de 1944   | Vendido para desmanche em 12 de junho de 1974      |
| DM-25         | Shannon           | Bath Iron Works             | 14 de fevereiro de 1944 | Vendido para desmanche em maio de 1973             |
| DM-26         | Harry F. Bauer    | Bath Iron Works             | 6 de março de 1944      | Vendido para desmanche em 1 de junho de 1974       |
| DM-27         | Adams             | Bath Iron Works             | 20 de março de 1944     | Vendido para desmanche em 16 de dezembro de 1971   |
| DM-28         | Tolman            | Bath Iron Works             | 10 de abril de 1944     | Afundado como alvo em 25 de janeiro de 1997        |
| DM-29         | Henry A. Wiley    | Bethlehem Steel Corporation | 28 de novembro de 1943  | Vendido para desmanche em 30 de maio de 1972       |
| DM-30         | Shea              | Bethlehem Steel Corporation | 23 de dezembro de 1943  | Vendido para desmanche em 1 de setembro de 1974    |
| DM-31         | J. William Ditter | Bethlehem Steel Corporation | 25 de janeiro de 1944   | Desmanchado em julho de 1946                       |
| DM-32         | Lindsey           | Bethlehem Steel Corporation | 12 de setembro de 1943  | Afundado como alvo em 1 de maio de 1972            |
| DM-33         | Gwin              | Bethlehem Steel Corporation | 31 de outubro de 1943   | Transferido para a Turquia em 15 de agosto de 1971 |
| DM-34         | Aaron Ward        | Bethlehem Steel Corporation | 12 de dezembro de 1943  | Vendido para desmanche em 1946                     |